# Ko Shimura
Ko Shimura (志村 滉 Shimura Ko?, Chiba, 27 de abril de 1996) es un futbolista japonés que juega como guardameta en el RB Omiya Ardija de la J2 League.

## Trayectoria

### Clubes
| Club                    | País  | Año       |
| ----------------------- | ----- | --------- |
| Júbilo Iwata            | Japón | 2015-2020 |
| Mito HollyHock (cedido) | Japón | 2018      |
| F. C. Tokyo (cedido)    | Japón | 2020      |
| Giravanz Kitakyushu     | Japón | 2021-2022 |
| Omiya Ardija (cedido)   | Japón | 2022      |
| RB Omiya Ardija         | Japón | 2023-     |